# 少女与战车
《少女與戰車》（日語：ガールズ&パンツァー，GIRLS und PANZER），是由Actas製作、水島努執導的原創動畫作品；此部動畫的漫畫版已先行在Media Factory《月刊Comic Flapper》2012年7月號至2014年4月號連載，由漫畫家才谷屋龍一負責作畫。
2012年5月17日，於官方網站公開了作品首波宣傳影片以及角色視覺圖等相關資訊，於2012年10月8日開始播放。
2013年4月28日，宣布製作新OVA「這才是真正的安齊奧之戰！」，於2014年7月5日在日本上映。劇場版於2015年11月21日在日本上映。
2016年8月28日宣布製作最終章，共分為6話陸續上映中，於2017年12月9日在日本上映第一話。

## 故事概要
這是一個將使用戰車的武道「戰車道」與花道、茶道等並稱為大和撫子技藝的世界。且學校都是設在大型船隻上，自成一個可自給自足的小城鎮。
西住美穗轉學到了縣立大洗女子學園。因為討厭戰車道、才轉學到沒有戰車道的大洗女子學園的美穗，沒想到才剛剛轉學過來就被學生會長角谷杏叫了過去。會長要求（威脅）美穗選擇戰車道的修行。並且還要在全國大會中出場。
而且，隊伍中聚集的成員全部都是超個性派－花道本家的大小姐五十鈴華、熱衷於戀愛的武部沙織、對戰車無比狂熱的秋山優花里、早上起不來的優等生冷泉麻子。希望與朋友們一起快樂的度過高中生活的美穗，到底能否如願呢？

## 用語
本作围绕一个重视战车技术的架空世界，讲述不同的校园就战车技术发生的一系列故事。有些校园可能影射了现实中的国家，其风格、使用的载具也与对应国家类似。
學園艦（Academy warship）
外型近似於航空母艦的擁有飛行甲板的巨大艦艇，學校名稱即為艦名。
除學校外還有大大小小的住宅區、活動中心和便利商店，道路、交通號誌等基礎建設也一應俱全，形成和陸地上城鎮一樣的環境。
大洗女子學園（Oarai Girls' Academy）
首次出場於本篇第1話，母港位於茨城縣東茨城郡大洗町，本作主角群目前就讀的學校。
全國大賽冠軍，但在本篇和劇場版兩場友誼賽皆敗（分別敗給聖葛羅莉安娜女子學院與聖葛羅莉安娜女子學院、真理高中的組合）。全國大賽優勝紀念盃初戰敗給繼續高中。
該校曾以戰車道為招牌，但後來因為缺乏人才而沒落，導致校園沒有任何特色兼且收生不足，令文科省認為沒資助運營的價值而面臨廢校的危機，所以學生會會長角谷杏以取得全國戰車道大賽冠軍為條件來換取學園艦繼續營運。
隊長為西住美穗，但為了讓前學生會公關河嶋桃能取得戰車道推薦進入國立大學，在無限軌道盃期間由其擔任隊長。
學園艦外形類似大日本帝國海軍的翔鶴級航空母艦，全長7600公尺、甲板長7100公尺、甲板寬900公尺、吃水深度250公尺、甲板高440公尺（艦底至甲板）、艦橋高度150公尺。
使用戰車為四號戰車（旗車）、八九式中戰車（原旗車）、LT-38(t)（原旗車，後來改裝為追獵者式。）、B1戰車、三式中戰車、M3戰車、三號突擊砲、保時捷虎和Mark IV坦克。
聖葛羅莉安娜女子學院（St. Gloriana Girls' College）
 英国风的学校。
首次出場於本篇第3話。母港位於神奈川縣橫濱市。
全國大賽準決賽敗給黑森峰女子學園。在本篇和劇場版兩場友誼賽皆贏大洗女子學園。
戰車道傳統名校，重视骑士精神。由英國人資助開辦的女子高中學校，入學成績要求十分之高，除了讀書成績之外，其他方面例如藝術和運動等等的課外活動也需要精通。校風嚴謹保守，學生們必需遵守英國式淑女的禮儀。
該學校的學生都是上流社會名門出身，畢業生們也出錢資助著她們的母校，因此學校的營運方針很受他們的喜好影響，尤其是在戰車道方面，還分成三大派系，為馬蒂達派、邱吉爾派和十字軍派，這些派系都是根據他們所愛好的戰車而組成。對於引入新型戰車（如A34彗星式）或採用英國設計及製造以外的戰車的態度十分消極和保守。
學園艦外形類似英國皇家海軍的皇家方舟號航空母艦。使用战车为邱吉爾Mk.VII（旗車）、瑪蒂達II、十字軍Mk.III（劇場版）。大吉岭观战用另使用过SAS陆虎“粉红豹”，印度型運輸車，另有一輛莫斯里輕型火力偵查車作運輸用。
桑達斯大學附屬高中（Saunders University High School）
 美国风的学校。
首次出場於本篇第5話，母港位於長崎縣佐世保市。
校名取自美國60年代二戰題材連續劇《勇士們》（Combat!）的第二男主角卓普‧桑達斯（Chip Saunders）中士。
全國大賽初戰敗給大洗女子學園，全國大賽優勝紀念盃冠軍。無限軌道盃第二輪賽敗給繼續高中。
可使用的战车數量是全国第一，从一军到三军的庞大编队，崇尚優勢火力主義。
學校的經濟十分富裕，除了戰車數量之外，還配備很多流動商店例如快餐店、理髮店、澡堂和洗衣店等。
學園艦外形類似美國海軍的尼米茲級核動力航空母艦。使用战车为M4雪曼系列，另有一輛DUKW六輪兩棲裝甲車作運輸用。劇場版中使用C-5M超級銀河運輸機為大洗女子學園運送援助的坦克，在無限軌道杯中使用了CH-54重型起重直升機運輸戰車。
真理高中（Pravda High School）
 苏联風的学校。
首次出場於本篇第8話。母港位於青森縣。
校名取自蘇聯共產黨中央委員會的機關報紙《真理報》。校徽是剪刀下角規尺和丁字尺打斜交叉組成，向蘇維埃的锤子与镰刀標志致敬。
上一屆的全國大賽冠軍。全國大賽準決賽敗給大洗女子學園，全國大賽優勝紀念盃決賽敗給桑達斯大學附屬高中。在劇場版的友誼賽和聖葛羅莉安娜女子學院打贏大洗女子學園和知波單學園。無限軌道盃第二輪賽敗給黑森峰女子學園。擅长诱敌深入后反击的縱深战术。
學園艦外形類似蘇聯海軍的基輔級航空母艦。使用戰車為T-34/76（旗車）、T-34/85、KV-2、IS-2，另有一輛喀秋莎火箭炮作運輸用和一輛非戰鬥用的RF-8 軍用雪橇，劇場版中使用歐洲野牛級氣墊登陸艇作為運輸載具。
黑森峰女子學園（Kuromorimine Girls' Academy）
 德国风的学校。
首次出場於本篇第10話。母港位於熊本縣熊本市。校名取自德國黑森林。
全國大賽九連霸的豪強校。上屆全國大賽決賽敗给真理高中，本屆全國大賽決賽敗給大洗女子學園，無限軌道盃準決賽敗给聖葛羅莉安娜女子學院。
學園艦外形類似納粹德國海軍的齊柏林伯爵號航空母艦。使用战车有虎I（旗車）、虎王、豹式G型、三號戰車、四號驅逐戰車、獵豹、獵虎、象式和鼠式。另有交通用的Fa 223 龍式軍用直升機和劇場版中出現的齊柏林飛艇。同時外傳也另外擁有二號戰車。
（西住美穗）和（西住真穗）的母校。後因真穗前往德國留學，由副隊長（逸見艾麗卡）接替隊長位置。
安齊奧高中（Anzio High School）
 義大利风的学校。
首次出場於本篇第7話，因本篇時間問題而被略過，於OVA正式登場。學校註冊於栃木縣，其母港位於靜岡縣靜岡市清水區。校名取自二戰意大利戰事中的安齊奧戰役。
全國大賽第二輪賽敗給大洗女子學園。無限軌道盃第二輪賽敗給聖葛羅莉安娜女子學院。
由意大利商人出資建立，所以校園充滿著意大利的文化氣息。但由於營運資金不足，所以校園艦開放給遊客參觀，同學們也會在校內設置的各種攤位售賣意大利小吃，為學校賺取額外的收入。
學園艦外形類似義大利王國的鷲座號航空母艦。使用战车为P40坦克1輛（旗車）、Semovente 75/18式自走砲3輛（原旗車）、L3/33輕型坦克6輛（原7輛），另有一輛AS.42 Sahariana武裝吉普車作運輸用。
馬奇諾女子學院（Maginot Girls' College）
 法國風的學校。
首次出場於外傳漫畫 激鬥！馬奇諾篇。學校註冊於山梨縣，母港位於靜岡縣。校名取自二戰法國的馬奇諾防線。
全國大賽初戰敗給安齊奥高中，無限軌道盃初戰敗給黑森峰女子學園。
學國艦為速科夫號潛艇。使用戰車為S-35戰車、雷諾R35戰車、B1戰車（旗車）。
知波單學園（Chi-Ha-Tan Academy）
 日本帝國時期風的學校。
首次出場於劇場版。母港位於千葉縣習志野市。
全國大賽初戰敗給黑森峰女子學園。在劇場版和大洗女子學園一起參加友誼賽，但敗給聖葛羅莉安娜女子學院和真理高中。無限軌道盃第二輪賽敗給大洗女子學園。
使用戰車為新舊型97式中戰車（旗車）、九五式輕戰車、特二式内火艇，另有做為交通用的K2型蒸氣火車。
維京水產高中（Viking Fisheries High School）
 挪威風的學校。
首次出場於劇場版最終章。母港位於岩手縣。
全國大賽第二輪賽敗給真理高中，無限軌道盃初戰仍敗給真理高中。
使用戰車為NbFz重型戰車（旗車）、三號戰車、M24霞飛戰車。
BC自由學園（BC Freedom Academy）
 法國大革命时期風的學校《最終章》、 法國二戰分裂時期《緞帶武者》。
首次出場於劇場版最終章。母港位於岡山縣岡山市。校名取自二戰期間的分裂法國（維希法國與自由法國）。
全國大賽初戰敗給聖葛羅莉安娜女子學院，無限軌道盃初戰敗給大洗女子學園。
使用戰車為雷諾FT-17坦克（旗車）、ARL 44重型坦克、S-35戰車。
青師團高中（Blue Division High School）
 西班牙風的學校。
首次出場於劇場版最終章。母港位於和歌山縣。校名取自西班牙的藍色師團。
全國大賽初戰敗給繼續高中，無限軌道盃初戰敗給桑達斯大學附屬高中。
使用戰車為二號戰車（旗車）、L3/35輕型坦克、一號戰車、Verdeja輕型戰車。
波布魯高中（Bonple High School）
 波蘭風的學校。
首次出場於劇場版最終章。母港位於福井縣敦賀市。
全國大賽初戰敗給真理高中，無限軌道盃初戰敗給安齊奧高中。
使用戰車為雷諾FT-17坦克（旗車）、7TP戰車 單砲塔型&雙砲塔型、TKS小戰車。
繼續高中（Continuation High School）
 芬兰風的學校。
首次出場於劇場版。母港位於石川縣金澤市。校名取自二戰期間芬蘭與蘇聯之間爆發的繼續戰爭。
全國大賽第二輪賽敗給黑森峰女子學園，無限軌道盃準決賽敗給大洗女子學園。
使用為坦克為BT-42突擊炮（旗車）以及T-26戰車、三號突擊砲、KV-1。
大學選拔隊（All-Stars University Team）
首次出場於劇場版。由一群大學生組成的隊伍，成員來自日本各地的不同大學和學院，目的是參加大學世界賽。
使用的裝備大多產於二戰末期，裝備先進程度與人員實力均強於高中生隊伍。
現任隊長為島田流獨生女（島田愛里壽），13歲的戰車道天才，雖然不是大學生，但被破格選為隊長。
使用戰車為百夫長戰車、M26潘興戰車、M24霞飛戰車、卡爾臼炮、T28超重型坦克。
在劇場版的「殲滅戰」敗給大洗女子學園和其他高中組成的聯軍。
無尾熊之森學園（Koala Forest Academy）
 風的學校。
首次出場於劇場版最終章。母港位於鳥取縣鳥取市。
全國大賽初戰敗給維京水產高中。無限軌道盃初戰敗給知波單學園。
使用戰車為Mk.I哨兵巡航坦克（旗車）。
華夫學院（Waffle Academy）
 比利时風的學校。
首次出場於劇場版最終章。母港位於兵庫縣神戸市。校名取自比利時的著名甜點。
全國大賽初戰敗給優格學園。無限軌道盃初戰敗給聖葛羅莉安娜女子學院。
使用戰車為AMC 35騎兵坦克（旗車）、維克斯六噸戰車。
伯爵高中（Count High School）
 羅馬尼亞風的學校。
首次出場於外傳漫畫緞帶武者。母港位於福島縣相馬市。
使用戰車為三號戰車、四號戰車、三號突擊砲、LT-35戰車、LT-38戰車、Maresal戰車殲擊車。
優格學園（Yogurt Academy）
 保加利亚風的學校。
首次出場於劇場版最終章。學校註冊於群馬縣，母港位於千葉縣木更津市。
全國大賽第二輪賽敗給聖葛羅莉安娜女子學院，無限軌道盃初戰敗給繼續高中。
使用戰車為LT-38戰車（旗車）。
楯無高中（Tatenashi High School）
 日本戰國時期風的學校。
首次出場於外傳漫畫緞帶武者。學校註冊於長野縣，母港未知。
校名來自甲斐武田家傳的「楯無鎧」。曾有過戰車道隊伍，但多年前便因過於冷門而廢部。
使用戰車為九七式輕裝甲車僅一輛。
豎琴高中（Tategoto High School）
 緬甸風的學校。
首次出場於外傳漫畫緞帶武者。母港位於鹿兒島縣鹿兒島市。
使用戰車為九五式輕戰車。
貝爾沃學園（Bellwall Academy）
 德国分裂時期風的學校。
首次出場於外傳漫畫Little Army。學校裡用圍牆區分普通科和工科，治安差距非常大。
戰車道沒落，坦克幾乎都被清理賣掉，只剩一台損壞的虎式。
全國大賽優勝紀念盃初戰敗給黑森峰女子學園，敗者復活賽敗給大洗女子學園。
使用戰車為虎I戰車、獵豹式驅逐戰車、象式重驅逐戰車、T-44坦克、二號戰車。
西吳王子葛羅娜學園（West Kureouji Grona Academy）
 英国風的學校。
首次出場於外傳漫畫Little Army。貝爾沃學園首次練習賽對手，遭貝爾沃擊敗。
隊長（吉力馬札羅）很崇拜聖葛羅莉安娜女子學院的（大吉嶺），所以才會模仿聖葛羅莉安娜女子學院的風格和大吉嶺的造型。
使用戰車為黑王子步兵戰車、丘吉爾戰車、瑪蒂達 II。
格雷戈爾高中（Gregor High School）
 捷克斯洛伐克風的學校。
首次出場於外傳漫畫緞帶武者。學校註冊於奈良縣奈良市，母港位於大阪府阪南市。
使用戰車為LT-35戰車、LT-38戰車、追獵者式驅逐戰車、三號戰車、AH-IV輕型戰車。
烤肉串高中（Kebab High School）
 土耳其風的學校。
首次出場於外傳漫畫緞帶武者。母港位於愛媛縣宇和島市。
使用戰車為雷諾R35戰車。
楓樹高中（Maple High School）
 加拿大風的學校。
首次出場於外傳漫畫緞帶武者。母港位於北海道苫小牧市。
使用戰車為白羊坦克、灰熊I巡航坦克、瓦倫丁戰車、Mk.VI輕型坦克。
比根高中（Viggen High School）
 瑞典風的學校。
首次出場於外傳漫畫緞帶武者。母港位於新潟縣。
使用戰車為Landsverk L-60輕型戰車、Stridsvagn m/42中型戰車。
鮟鱇魚舞
大洗當地祭典的舞蹈，表演者通常會穿著緊身式鮟鱇魚裝，導致多數女孩子都覺得恥度太高不願意跳。在準決賽大洗對真理之戰中，（西住美穗）曾用其來激勵同伴士氣。
西住流戰車道
（西住美穗）、（西住真穗）及母親兼現任當家的（西住志穗）所出生的戰車道流派，擁有比其他流派擁有更悠久的歷史和傳統。
該流派強調一絲不苟的秩序，以壓倒性的火力謀求短期決戰為主要戰法，抱著「無論甚麼時候都只能前進，直至取得勝利為止」的宗旨。
島田流戰車道
與西住流旗鼓相當的戰車道流派，戰術獲大學生選拔隊所採用，而且在海外很多國家設有道場。

## 電視動畫
2012年10月8日於TOKYO MX等電視台開始播映。由於播映第5話和第6話、第10話和第11話之間分別加插播放第5.5話及10.5話，導致未能播映全12話。因此，製作方決定將第11、12話則分別於2013年3月18與25日播映。

### 製作人員
- 導演：水島努
- 編劇：吉田玲子
- 角色原案：島田文金
- 角色原案協力：野上武志
- 角色設計、總作畫監督：杉本功
- 設定考證、監修：鈴木貴昭
- 軍事考察：伊藤岳史
- 美術設定：比留間崇
- 美術監督：大西讓
- 色彩設計：原田幸子
- 音效：小山恭正
- 音效監督：岩浪美和
- 音樂：濱口史郎
- 音樂製作：Lantis
- 3D監督：柳野啟一郎
- 3DCGI：Graphinica
- 攝影監督：大庭直之
- 道具設計：竹上貴雄、小倉典子、牧內桃子、鈴木勘太
- 動畫製作：Actas
- 製作：少女與戰車製作委員會（Bandai Visual、Lantis、博報堂DY媒體夥伴、Movic、SHOWGATE、Q-TEC）

### 主題曲
片頭曲
《DreamRiser》
作詞：こだまさおり，作曲：rino，編曲：h-wonder，主唱：ChouCho
片尾曲
《Enter Enter MISSION！》
作詞：畑亞貴，作曲：矢吹香那、佐佐木裕，編曲：佐佐木裕
主唱：鮟鱇隊［西住美穗（淵上舞）、武部沙織（茅野愛衣）、五十鈴華（尾崎真實）、秋山優花里（中上育實）、冷泉麻子（井口裕香）］
插入曲
《When Johnny Comes Marching Home（當約翰尼邁步回家時）》（第2話）
作詞：派崔克·吉爾摩，作曲：不詳，編曲：濱口史郎，主唱：秋山優花里（中上育實）
《The British Grenadiers（不列顛擲彈兵進行曲）》（第3話、第4話）
作詞、作曲：不詳，編曲：濱口史郎
《あんこう音頭（鮟鱇魚之舞）》（第4話、OVA第4話）
作詞：吉田玲子，作曲：水島努，編曲：藤井丈司，主唱：佐咲紗花
《The Battle Hymn of the Republic（共和國戰歌）》（第4話、第5話）
作詞：朱莉亞·沃德·豪，作曲：威廉·史蒂夫，編曲：濱口史郎
《U. S. Field Artillery（美國野戰炮兵進行曲）》（第6話）
作詞：哈羅德·W·阿爾伯德，作曲：埃德蒙·L·格魯伯、約翰·菲利普·蘇沙，編曲：濱口史郎
《The Army Goes Rolling Along（陸軍勇往直前）》（第6話）
作詞：哈羅德·W·阿爾伯德，作曲：埃德蒙·L·格魯伯、約翰·菲利普·蘇沙，編曲：濱口史郎
《The Nutcracker march（「胡桃鉗」進行曲）》（第8話）
作詞：不詳，作曲：彼得·柴可夫斯基
《Dance of the Sugar Plum Fairy（糖梅仙子之舞）》（第8話）
作詞：不詳，作曲：彼得·柴可夫斯基
《Катюша（喀秋莎）》（第8話）
作詞：米哈伊爾·伊薩科夫斯基，作曲：馬特維·勃蘭切爾，編曲：濱口史郎
主唱：卡秋莎（金元壽子）、諾娜（上坂堇）
《雪の進軍（雪之進軍）》（第9話、OVA第5話）
作詞、作曲：永井建子，主唱：艾爾文（森谷里美）、秋山優花里（中上育實）
《Cossack Lullaby（哥薩克搖籃曲）》（第9话）
作詞：米哈伊爾·萊蒙托夫，作曲：不詳，主唱：諾娜（上坂堇）
《Полюшко-поле（草原騎兵歌）》（第9話）
作詞：列弗.肯尼珀，作曲：維克托·古謝夫，編曲：濱口史郎
《Erika（艾瑞卡）》（第10話）
作詞、作曲：赫爾姆斯·尼爾，編曲：濱口史郎
《Panzerlied（裝甲兵進行曲）》（第11話）
作詞、作曲：庫爾特·威勒，編曲：濱口史郎
《Funiculì funiculà（登山纜車）》（OVA安齊奧之戰）
作詞：佩皮諾·圖爾科，作曲：路易吉·登扎，編曲：濱口史郎
《Le Fiamme Nere（黑色火焰）》（OVA安齊奧之戰）
作詞、作曲不詳：，編曲：濱口史郎

### 學園背景音樂
多改編自各校原型国的知名乐曲。
- 聖葛羅莉安娜女子學院：《不列顛擲彈兵進行曲（英國擲彈兵）》
- 桑德斯大學附屬高中：《共和國戰歌》、《美國野戰炮兵進行曲（陸軍勇往直前）》
- 真理高中：《喀秋莎》（電視版、電影版於日本以外地區上映時更換為《一週間》、《胡桃鉗》、《草原騎兵歌》）
- 黑森峰女学园：《艾瑞卡》、《裝甲兵進行曲》（電視版於鼠式坦克登場時使用，電影版於日本以外地區上映時更換為《艾瑞卡》）
- 安齊奧高中:《登山纜車》、《黑色火焰》
- 知波單學園：《雪之進軍》
- 繼續高中：《塞基耶尔维波尔卡》
- 大學選拔隊：《當約翰尼邁步回家時》（T28超重型坦克登場時使用）
- BC自由學園：《洋蔥之歌》

### 各話列表
| 話數     | 日文標題 | 中文標題                 | 劇本     | 分鏡              | 演出              | 作畫監督                             | 機械作畫監督 | 播出日期        |
| -------- | -------- | ------------------------ | -------- | ----------------- | ----------------- | ------------------------------------ | ------------ | --------------- |
| 第1話    |          | 戰車道，開始了！         | 吉田玲子 | 水島努            | 水島努            | 杉本功                               | -            | 2012年 10月8日  |
| 第2話    |          | 戰車，要搭乘了！         | 吉田玲子 | 畑博之            | 畑博之            | 山口飛鳥                             | 須藤晉       | 2012年 10月15日 |
| 第3話    |          | 比賽，開始了！           | 吉田玲子 | 小林敦            | 小林敦            | 伊藤岳史                             | -            | 2012年 10月22日 |
| 第4話    |          | 隊長，會加油的！         | 吉田玲子 | 水島努            | 柴田彰久          | 伊藤岳史                             | -            | 2012年 10月29日 |
| 第5話    |          | 強敵，雪曼軍團！         | 吉田玲子 | 山本靖貴          | 山本靖貴          | 高橋敦子                             | 竹上貴雄     | 2012年 11月5日  |
| 第5.5話  |          | 介紹！                   | -        | -                 | 糟谷富美夫        | -                                    | -            | 2012年 11月12日 |
| 第6話    |          | 第1戰，進入白熱化！      | 吉田玲子 | 小林敦            | 小林敦            | 山口飛鳥                             | 須藤晉       | 2012年 11月19日 |
| 第7話    |          | 接下來是安齊奧！         | 吉田玲子 | 畑博之            | 畑博之            | 大高雄太 岩岡優子                    | 須藤晉       | 2012年 11月26日 |
| 第8話    |          | 真理戰來了！             | 吉田玲子 | 內藤明吾 山內康則 | 政木伸一          | 五十內裕輔 渡邊奈月                  | 須藤晉       | 2012年 12月3日  |
| 第9話    |          | 窮途末路！               | 吉田玲子 | 水島努            | 柴田彰久 橋口洋介 | 竹上貴雄 KIM YONG-SIK KIM SHIN-YOUNG | -            | 2012年 12月10日 |
| 第10話   |          | 同學！                   | 吉田玲子 | 山本靖貴          | 池端隆史          | 伊藤岳史 大高雄太                    | -            | 2012年 12月17日 |
| 第10.5話 |          | 介紹2！                  | -        | -                 | 糟谷富美夫        | -                                    | -            | 2012年 12月24日 |
| 第11話   |          | 激戰！                   | 吉田玲子 | 小林敦            | 小林敦            | 山口飛鳥                             | 須藤晉       | 2013年 3月18日  |
| 第12話   |          | 緊接著是不退縮的戰鬥！   | 吉田玲子 | 水島努            | 水島努            | 杉本功                               | -            | 2013年 3月25日  |
| OVA      |          | 這才是真正的安齊奧之戰！ | 鈴木貴昭 | 角木肇            | 工藤寬顯          | 杉本功                               | -            | 2014年 7月25日  |

### 播放電視臺
日本深夜動畫：下文記載的日本国内播放時間使用日本標準時間（UTC+9）表示。因為部分時間标识會採用30小时制，因此請留意这类超过24:00的时间，其實際播放時間為翌日清晨。
| 播放地區   | 播放電視台 | 播放日期                      | 播放時間（UTC+9）          | 所屬聯播網 | 備註                                             |
| 第1-10.5話 | 第1-10.5話 | 第1-10.5話                    | 第1-10.5話                 | 第1-10.5話 | 第1-10.5話                                       |
| ---------- | ---------- | ----------------------------- | -------------------------- | ---------- | ------------------------------------------------ |
| 東京都     | TOKYO MX   | 2012年10月8日 - 12月24日      | 星期一 25時00分 - 25時30分 | 独立UHF局  |                                                  |
| 愛知縣     | 愛知電視台 | 2012年10月10日 - 12月26日     | 星期三 26時35分 - 27時05分 | 東京電視網 |                                                  |
| 大阪府     | 大阪電視台 | 2012年10月10日 - 12月26日     | 星期三 26時35分 - 27時05分 | 東京電視網 |                                                  |
| 日本全國   | BS11       | 2012年10月13日 - 12月29日     | 星期六 23時00分 - 23時30分 | 衛星電視   | ANIME+節目                                       |
| 日本全國   | AT-X       | 2012年10月17日 - 2013年1月2日 | 星期三 21時00分 - 21時30分 | 衛星電視   | 有重播                                           |
| 第11-12話  |            |                               |                            |            |                                                  |
| 東京都     | TOKYO MX   | 2013年3月18日、3月25日        | 星期一 22時00分 - 22時30分 | 獨立UHF局  |                                                  |
| 愛知縣     | 愛知電視台 | 2013年3月21日、3月28日        | 星期四 26時05分 - 26時35分 | 東京電視網 |                                                  |
| 大阪府     | 大阪電視台 | 2013年3月27日                 | 星期三 26時55分 - 27時55分 | 東京電視網 | 2話連續放送                                      |
| 日本全國   | BS11       | 2013年3月29日                 | 星期五 27時00分 - 28時00分 | 衛星電視   | 2話連續放送 ANIME+節目 2013年3月22日重播第10.5話 |
| 日本全國   | AT-X       | 2013年3月30日                 | 星期六 17時00分 - 18時00分 | 衛星電視   | 2話連續放送 有重播 2013年4月6日起開始由第1話重播 |

## 劇場版

### “GIRLS und PANZER der FILM”
完全的新篇电影『 ガールズ&パンツァー剧场版』（少女与战车剧场版）于2015年11月21日在日本上映。片长119分钟。
故事就在電視動畫版完結之後，雖然大洗女子學園在第63屆全國戰車道大賽中拿得冠軍，但文部科學省違背承諾，仍決定要大洗女子學園廢校。不過，官員們仍給大洗女子學園多一次機會，就是要大洗女子學園戰車道部和大學生選拔隊來一場對戰。可是，已殲滅戰形式進行比賽（8對30），大學生選拔隊的實力比一般高中生戰車道隊強很多倍之外，她們所使用的坦克比高中生們所用的更先進，此外，隊長還是西住流旗鼓相當的戰車道世家—島田流出身......不過，美穗等人得到各個學園艦的戰車道部出手支援，黑森峰女子學園和真理高中各派出4輪戰車、桑達斯大學附屬高中和聖葛羅莉安娜女子學園各派出3輪戰車、安齊奧高中和繼續高中各派出1輪戰車、知波單學園派出22輪戰車，但知波單學園最終派出6輪戰車，剩下16輪戰車待命，一起為守護大洗女子學園而並肩作戰。
日本於2016年2月20日上映4DX版本。由於戰車交戰場景與4DX特效相性良好，出現許多觀眾多次前往觀賞體驗的盛景。除部份戲院持續上映外，於影碟發售前又大幅增加放映廳數再次上映，票房持續亮眼，官方於2016年6月5日公布已突破22億日圓，僅次於《LoveLive! 學園偶像電影》，為日本深夜動畫劇場版總票房收入第二位。
香港於2016年5月13日數位與4DX同時上映，後多次加場至9月15日。
台灣於2016年5月13日數位與4DX同時上映，由又水整合設計有限公司代理。由於與其他熱門電影衝場，原定只上映五天，後來票房超乎預期而持續加開，4DX版本更因其特效發揮大受歡迎而加開至6月21日。在接檔的ID4星際重生票房表現不如預期（爛番茄新鮮度32%）狀況下，代理商又水整合設計有限公司於7月7日宣布再次加映。之後本片4DX版又於7月28日、9月16日、2017年1月13日、2017年2月24日、2017年8月18日、2018年9月21日、2020年4月30日與2024年1月19日回歸上映，共計在台上映達11次之多。

#### 主题曲
主題曲
《piece of youth》
作詞、主唱：ChouCho，作曲、編曲：酒井陽一
印象曲
《GloryStory》
作詞、主唱：ChouCho，作曲：田村ジュン，編曲：酒井陽一
插入曲
《雪の進軍（雪之進軍）》
作詞、作曲：永井建子，編曲：濱口史郎
《おいらボコだぜ!（我就是博科!）》
作詞：吉田玲子，作曲：水島努，編曲：澤口和彥，主唱：博科（藤村步）
《Säkkijärven polkka（塞基耶尔维波尔卡）》
作詞、作曲：不詳，編曲：濱口史郎
《Home! Sweet Home!（甜蜜之家!）》
作詞：約翰·霍華德·佩恩，作曲：亨利·畢曉普，編曲：濱口史郎
《When Johnny Comes Marching Home（當約翰尼邁步回家時）》
作詞：派崔克·吉爾摩，作曲：不詳，編曲：濱口史郎

### GIRLS und PANZER 總集編
匯集了TV版和OVA「這是真正的安齊奧之戰！」的總集篇。2017年11月11日發售，並使用5.1聲道製作。
講述從黑森峰女子學園轉學到大洗女子學園的西住美穗，為了避免學校免於廢校的命運，和夥伴們結識到一起贏下戰車道全國大賽冠軍的精華回顧。

### “GIRLS und PANZER das FINALE”
2016年在橫濱國際平和會議場的「少女与战车剧场版」活動中，公佈製作最後的續集「少女与战车最終章」，合共全6話，預定將於2017年12月9日順次序於電影院上映。
夏季的全國大賽結束後，鮟鱇魚小隊接手了學生會。而三年級的原學生會三人組則在交接事務的同時，開始考慮未來。前會長角谷杏與前副會長小山柚子成績優秀，預計將可以順利考入國立下總大學。然而，前公關河嶋桃卻因為此前過度投入戰車道事務，成績一落千丈，模擬考得到了極差的成績，得到了「做為人生的一階段，去考個紀念吧」這樣的評語，甚至被學園報寫成了可能遭到留級的謠言。為了讓河嶋桃能順利進入大學，戰車道社決定運用下總大學的特殊專長推薦制度，大洗學園將參加睽違多年再次舉辦、被稱為「冬季大賽」的高中生「無限軌道盃」賽事。若是能以隊長的身分贏得這個由全國戰車道協會主辦，定位為職業聯盟前哨戰的重要大賽冠軍，河嶋桃就能以戰車道特優生的身分獲得推薦入學。
然而，作為重要賽事，在夏季全國大賽交手過的強敵們也將捲土重來，包括失去隊長但是依然強大的黑森峰、火力全開的桑德斯、求勝欲強烈的聖葛羅莉安娜以及特別擅長冬季戰鬥的真理。初戰的對手，是曾經的強校，但是因為內部分裂而落入後段班的BC自由學園。

#### 主题曲
印象曲
《Long and Shining Road》
作詞：松井洋平，作曲、編曲：山本恭平
主唱：鮟鱇隊［西住美穗（淵上舞）、武部沙織（茅野愛衣）、五十鈴華（尾崎真實）、秋山優花里（中上育實）、冷泉麻子（井口裕香）］
片頭曲
《Grand symphony》（第1話—第3話）
作詞、主唱：佐咲紗花，作曲、編曲：本多友紀
《Never Say Goodbye》（第4話—第6話）
作詞、作曲、主唱：ChouCho，編曲：村山☆潤
片尾曲
《Enter Enter Mission！最終章ver.》
作詞：畑亞貴，作曲：矢吹香那、佐佐木裕，編曲：澤口和彥
主唱：鮟鱇隊［西住美穗（淵上舞）、武部沙織（茅野愛衣）、五十鈴華（尾崎真實）、秋山優花里（中上育實）、冷泉麻子（井口裕香）］
插曲
《大洗の海賊のうた（大洗海賊曲）》（第1話）
作詞：吉田玲子，作曲：水島努，編曲：濱口史郎，主唱：芙琳特（米澤圓）
《La Chanson de l'oignon（洋蔥之歌）》（第1話）
作詞、作曲：不詳，編曲：濱口史郎
主唱：瑪麗（原由實）、安藤麗奈（津田美波）、押田流歌（安濟知佳）
《知波単のラバさん（知波單的戀人）》（第2話）
作詞：水島努，作曲：石田一松，編曲：濱口史郎
主唱：西絹代（瀨戶麻沙美）、福田春（大空直美）、玉田環（米澤圓）、細見靜子（七瀨亞深）
《大洗の女（大洗之女）》（第3話OVA）
作詞：吉田玲子，作曲：水島努，編曲：濱口史郎，主唱：簡（大西沙織）

#### 各話列表
| 話数        | 導演   | 作画監督                   | 機械作画監督 | 日本上映日      | 台灣上映日      | 香港上映日      | BD發售日        | 備註                |
| ----------- | ------ | -------------------------- | ------------ | --------------- | --------------- | --------------- | --------------- | ------------------- |
| 第1話       | 水島努 | 杉本功、伊藤岳史、阿部宗孝 | 伊藤岳史     | 2017年 12月9日  | 2017年 12月29日 | 2020年 1月2日   | 2018年 3月23日  |                     |
| 第2話       | 水島努 | 杉本功、伊藤岳史、阿部宗孝 | 伊藤岳史     | 2019年 6月15日  | 2020年 9月18日  | 2020年 1月2日   | 2020年 2月27日  |                     |
| 第1話+第2話 | 水島努 | 杉本功、伊藤岳史、阿部宗孝 | 伊藤岳史     | 2019年 10月11日 | 2020年 10月8日  | 2020年 1月2日   | 未發行          | 僅上映4DX和MX4D版本 |
| 第3話       | 水島努 | 杉本功、伊藤岳史、阿部宗孝 | 伊藤岳史     | 2021年 3月26日  | 2021年 11月19日 | 2021年 12月2日  | 2021年 12月24日 |                     |
| 第1話~第3話 | 水島努 | 杉本功、伊藤岳史、阿部宗孝 | 伊藤岳史     | 2022年 4月11日  | 未上映          | 2023年 11月25日 | 未發行          | 僅在新宿Wald 9上映  |
| 第4話       | 水島努 | 杉本功、伊藤岳史、阿部宗孝 | 伊藤岳史     | 2023年 10月6日  | 2024年 2月8日   | 2023年 11月30日 | 2024年 3月27日  |                     |

## 相關商品

### Blu-ray Disc / DVD
2012年12月21日全6卷依次銷售。由於諸事情，2卷以後的銷售日被延期了。
| 卷數 | 發售日         | 收錄話      | 語音評論                                       | 軍事解說                               | 規格編號  | 規格編號  |
| 卷數 | 發售日         | 收錄話      | 分配角色                                       | 職員                                   | BD        | DVD       |
| ---- | -------------- | ----------- | ---------------------------------------------- | -------------------------------------- | --------- | --------- |
| 1    | 2012年12月21日 | 第1 - 2話   | 淵上舞、茅野愛衣、尾崎真實                     | 鈴木貴昭、岡部いさく、杉山潔           | BCXA-0612 | BCBA-4430 |
| 2    | 2013年2月22日  | 第3 - 4話   | 淵上舞、尾崎真實、中上育實、井口裕香           | 鈴木貴昭、岡部いさく、杉山潔、島田文金 | BCXA-0613 | BCBA-4431 |
| 3    | 2013年3月22日  | 第5 - 6話   | 淵上舞、中上育實、川澄綾子                     | 鈴木貴昭、岡部いさく、杉山潔、野上武志 | BCXA-0614 | BCBA-4432 |
| 4    | 2013年4月24日  | 第7 - 8話   | 淵上舞、井口裕香、井澤詩織、金元壽子           | 鈴木貴昭、岡部いさく、上坂堇、杉山潔   | BCXA-0615 | BCBA-4433 |
| 5    | 2013年5月28日  | 第9 - 10話  | 淵上舞、福圓美里、高橋美佳子、植田佳奈         | 鈴木貴昭、岡部いさく、中村櫻、杉山潔   | BCXA-0616 | BCBA-4434 |
| 6    | 2013年6月21日  | 第11 - 12話 | 淵上舞、茅野愛衣、尾崎真實、中上育實、井口裕香 | 鈴木貴昭、岡部いさく、杉山潔           | BCXA-0617 | BCBA-4435 |

#### 影像特典

##### OVA
| 話數 | 日文標題 | 中文標題     | 劇本         | 分鏡     | 演出     | 作畫監督 |
| ---- | -------- | ------------ | ------------ | -------- | -------- | -------- |
| 1    |          | 水上戰爭！   | 鈴木貴昭     | 中野英明 | 中野英明 | 中屋了   |
| 2    |          | 生存戰爭！   | 鈴木貴昭     | 中野英明 | 中野英明 | 川島尚   |
| 3    |          | 學園艦戰爭！ | 鈴木貴昭     | 町谷俊輔 | 町谷俊輔 | 伊藤岳史 |
| 4    |          | 鮟鱇魚戰爭！ | （沒有台詞） | 水島努   | 水島努   | 山口飛鳥 |
| 5    |          | 雪原戰爭！   | 鈴木貴昭     | 佐野隆史 | 平牧大輔 | 伊藤岳史 |
| 6    |          | 宴會戰爭！   | 吉田玲子     | 中野英明 | 中野英明 | 山口飛鳥 |
| 7    |          | 愛里壽戰爭！ | 吉田玲子     | 小林敦   | 藤井辰己 | 杉本功   |
| 8    |          | 鯛魚燒戰爭！ | 吉田玲子     | 中野英明 | 中野英明 | 杉本功   |
| 9    |          | 蘿蔔戰爭！   | 吉田玲子     |          |          | 杉本功   |

### CD
| 發售日         | 標題                                               | 規格編號                                      |
| -------------- | -------------------------------------------------- | --------------------------------------------- |
| 2012年10月24日 | DreamRiser                                         | LACM-34011（初回限定版） LACM-14011（通常版） |
| 2012年11月7日  | Enter Enter MISSION!                               | LACM-14019                                    |
| 2012年11月21日 | キャラクターソング vol.1 西住美穗                  | LACM-14031                                    |
| 2012年11月21日 | キャラクターソング vol.2 武部沙織                  | LACM-14032                                    |
| 2012年12月5日  | キャラクターソング vol.3 五十鈴華                  | LACM-14033                                    |
| 2012年12月5日  | キャラクターソング vol.4 秋山優花里                | LACM-14034                                    |
| 2012年12月5日  | キャラクターソング vol.5 冷泉麻子                  | LACM-14035                                    |
| 2012年12月26日 | ガールズ&パンツァー オリジナル・サウンド・トラック | LACA-9256~7                                   |

### 漫畫
少女與戰車有數個官方漫畫，多數漫畫都交由KADOKAWA出版，大多為外傳或衍生，但有些內容與動畫存在著衝突。
- 《少女與戰車》

基於本篇TV動畫改編的官方同名漫畫。
| 卷數 | 日本發售日    | 系列             | 日本出版 | 日版ISBN            | 台灣出版日    | 台灣代理   | 台版ISBN           |
| ---- | ------------- | ---------------- | -------- | ------------------- | ------------- | ---------- | ------------------ |
| 1    | 2012年9月21日 | MF Comic Flapper | KADOKAWA | ISBN 978-4040675688 | 2013年4月19日 | 青文出版社 | ISBN 9789863105855 |
| 2    | 2013年2月23日 | MF Comic Flapper | KADOKAWA | ISBN 978-4040675695 | 2014年3月15日 | 青文出版社 | ISBN 9789863109679 |
| 3    | 2013年9月21日 | MF Comic Flapper | KADOKAWA | ISBN 978-4040682631 | 2015年2月14日 | 青文出版社 | ISBN 9789863107286 |
| 4    | 2014年4月23日 | MF Comic Flapper | KADOKAWA | ISBN 978-4040665481 | 2016年1月21日 | 青文出版社 | ISBN 9789865373436 |

- 《少女與戰車 Little Army》

前兩卷主要講述（西住美穗）國小童年故事，後三卷主要以（西住美穗）的國小同學（中須賀艾米）在貝爾沃學園奮鬥的外傳故事。
| 卷數 | 日本發售日     | 系列            | 日本出版 | 日版ISBN            | 台灣出版日   | 台灣代理 | 台版EAN           |
| ---- | -------------- | --------------- | -------- | ------------------- | ------------ | -------- | ----------------- |
| 1    | 2012年10月23日 | 月刊Comic Alive | KADOKAWA | ISBN 978-4040678726 | 2013年5月8日 | 尖端出版 | EAN 4717702254544 |
| 2    | 2013年2月23日  | 月刊Comic Alive | KADOKAWA | ISBN 978-4040678733 | 2013年9月2日 | 尖端出版 | EAN 4717702256449 |
| 3    | 2015年8月22日  | 月刊Comic Alive | KADOKAWA | ISBN 978-4040675947 |              |          |                   |
| 4    | 2016年1月23日  | 月刊Comic Alive | KADOKAWA | ISBN 978-4040682037 |              |          |                   |
| 5    | 2016年4月23日  | 月刊Comic Alive | KADOKAWA | ISBN 978-4040682396 |              |          |                   |

- 《少女與戰車 更加相親相愛作戰！》

主要以少女們的日常為主，輕鬆搞笑的外傳漫畫。
| 卷數 | 日本發售日     | 系列            | 日本出版 | 日版ISBN               |
| ---- | -------------- | --------------- | -------- | ---------------------- |
| 1    | 2013年10月23日 | 月刊Comic Alive | KADOKAWA | ISBN 978-4040675619    |
| 2    | 2014年4月23日  | 月刊Comic Alive | KADOKAWA | ISBN 978-4040665412    |
| 3    | 2014年10月23日 | 月刊Comic Alive | KADOKAWA | ISBN 978-4040668741    |
| 4    | 2015年5月23日  | 月刊Comic Alive | KADOKAWA | ISBN 978-4040675213    |
| 5    | 2015年11月21日 | 月刊Comic Alive | KADOKAWA | ISBN 978-4040678429    |
| 6    | 2016年4月23日  | 月刊Comic Alive | KADOKAWA | ISBN 978-4040682563    |
| 7    | 2016年10月22日 | 月刊Comic Alive | KADOKAWA | ISBN 978-4040685618    |
| 8    | 2017年4月22日  | 月刊Comic Alive | KADOKAWA | ISBN 978-4040691688    |
| 9    | 2017年11月22日 | 月刊Comic Alive | KADOKAWA | ISBN 978-4040694863    |
| 10   | 2018年5月23日  | 月刊Comic Alive | KADOKAWA | ISBN 978-4040698380    |
| 11   | 2018年11月21日 | 月刊Comic Alive | KADOKAWA | ISBN 978-4040651798    |
| 12   | 2019年8月23日  | 月刊Comic Alive | KADOKAWA | ISBN 978-4040657080    |
| 13   | 2019年12月23日 | 月刊Comic Alive | KADOKAWA | ISBN 978-4040641447    |
| 14   | 2020年7月20日  | 月刊Comic Alive | KADOKAWA | ISBN 978-4040647050    |
| 15   | 2021年1月21日  | 月刊Comic Alive | KADOKAWA | ISBN 978-4040659589    |
| 16   | 2021年6月23日  | 月刊Comic Alive | KADOKAWA | ISBN 978-4046804747    |
| 17   | 2022年1月21日  | 月刊Comic Alive | KADOKAWA | ISBN 978-4046809490    |
| 18   | 2022年7月23日  | 月刊Comic Alive | KADOKAWA | ISBN 978-4-04-681439-5 |
| 19   | 2023年2月21日  | 月刊Comic Alive | KADOKAWA | ISBN 978-4-04-682064-8 |
| 20   | 2023年9月22日  | 月刊Comic Alive | KADOKAWA | ISBN 978-4-04-682728-9 |
| 21   | 2024年3月23日  | 月刊Comic Alive | KADOKAWA | ISBN 978-4-04-683352-5 |
| 22   | 2024年8月23日  | 月刊Comic Alive | KADOKAWA | ISBN 978-4-04-683836-0 |
| 23   | 2025年3月22日  | 月刊Comic Alive | KADOKAWA | ISBN 978-4-04-684767-6 |

- 《少女與戰車 緞帶武者》

講述楯無高中的（鶴姬靜）和（松風鈴），駕駛著九七式輕裝甲車參加不被戰車道聯盟承認「強襲戰車競技大賽」的外傳故事。
| 卷數 | 日本發售日     | 系列             | 日本出版 | 日版ISBN            | 台灣出版日     | 台灣代理 | 台版ISBN           |
| ---- | -------------- | ---------------- | -------- | ------------------- | -------------- | -------- | ------------------ |
| 1    | 2015年2月23日  | MF Comic Flapper | KADOKAWA | ISBN 978-4040672687 | 2017年8月28日  | 台灣角川 | ISBN 9789864738427 |
| 2    | 2015年6月23日  | MF Comic Flapper | KADOKAWA | ISBN 978-4040675411 | 2017年8月28日  | 台灣角川 | ISBN 9789864738434 |
| 3    | 2015年11月21日 | MF Comic Flapper | KADOKAWA | ISBN 978-4040678467 | 2017年12月20日 | 台灣角川 | ISBN 9789578531437 |
| 4    | 2016年4月23日  | MF Comic Flapper | KADOKAWA | ISBN 978-4040682440 | 2017年12月20日 | 台灣角川 | ISBN 9789578531444 |
| 5    | 2016年9月23日  | MF Comic Flapper | KADOKAWA | ISBN 978-4040685373 | 2018年3月15日  | 台灣角川 | ISBN 9789575640989 |
| 6    | 2017年2月23日  | MF Comic Flapper | KADOKAWA | ISBN 978-4040690186 | 2018年3月15日  | 台灣角川 | ISBN 9789575640996 |
| 7    | 2017年7月22日  | MF Comic Flapper | KADOKAWA | ISBN 978-4040693002 | 2018年12月13日 | 台灣角川 | ISBN 9789575646493 |
| 8    | 2017年12月22日 | MF Comic Flapper | KADOKAWA | ISBN 978-4040695747 | 2018年12月13日 | 台灣角川 | ISBN 9789575646509 |
| 9    | 2018年5月23日  | MF Comic Flapper | KADOKAWA | ISBN 978-4040698755 |                |          |                    |
| 10   | 2018年10月23日 | MF Comic Flapper | KADOKAWA | ISBN 978-4040652023 |                |          |                    |
| 11   | 2019年3月23日  | MF Comic Flapper | KADOKAWA | ISBN 978-4040655734 |                |          |                    |
| 12   | 2019年8月23日  | MF Comic Flapper | KADOKAWA | ISBN 978-4040658865 |                |          |                    |
| 13   | 2020年1月23日  | MF Comic Flapper | KADOKAWA | ISBN 978-4040642826 |                |          |                    |
| 14   | 2020年6月23日  | MF Comic Flapper | KADOKAWA | ISBN 978-4040646817 |                |          |                    |
| 15   | 2020年11月21日 | MF Comic Flapper | KADOKAWA | ISBN 978-4040659824 |                |          |                    |
| 16   | 2021年4月23日  | MF Comic Flapper | KADOKAWA | ISBN 978-4046803528 |                |          |                    |

- 《少女與戰車 艾麗卡篇》

回到本篇四年前，講述（逸見艾麗卡）進入黑森峰女子學園國中部，到（西住美穗）離開黑森峰女子學園高中部之間的外傳故事。
| 卷數 | 日本發售日    | 系列             | 日本出版 | 日版ISBN            |
| ---- | ------------- | ---------------- | -------- | ------------------- |
| 1    | 2017年2月23日 | MF Comic Flapper | KADOKAWA | ISBN 978-4040688244 |
| 2    | 2017年9月23日 | MF Comic Flapper | KADOKAWA | ISBN 978-4040693781 |
| 3    | 2018年4月23日 | MF Comic Flapper | KADOKAWA | ISBN 978-4040698359 |

- 《少女與戰車 激鬥！馬奇諾篇》

在大洗女子學園和聖葛羅莉安娜女子學院練習賽完後，急需能一起比練習賽的學校以準備第63屆全國戰車道大賽，講述馬奇諾女子學院的新隊長（艾克萊爾）給馬奇諾女子學院帶來的新變化，並以馬奇諾女子學院為主視角的外傳故事。
| 卷數 | 日本發售日    | 系列             | 日本出版 | 日版ISBN            |
| ---- | ------------- | ---------------- | -------- | ------------------- |
| 1    | 2015年3月23日 | MF Comic Flapper | KADOKAWA | ISBN 978-4040675015 |
| 2    | 2015年3月23日 | MF Comic Flapper | KADOKAWA | ISBN 978-4040678191 |

- 《少女與戰車 戰車道小百科》

在月刊flapper連載的外傳漫畫，通過少女們的故事來講述不同戰車的故事並順便糾正TV版中的錯誤。
| 卷數 | 日本發售日     | 系列             | 日本出版 | 日版ISBN            | 台灣出版日     | 台灣代理 | 台版ISBN           |
| ---- | -------------- | ---------------- | -------- | ------------------- | -------------- | -------- | ------------------ |
| 1    | 2017年2月23日  | MF Comic Flapper | KADOKAWA | ISBN 978-4040690216 | 2018年1月18日  | 台灣角川 | ISBN 9789578531765 |
| 2    | 2017年11月22日 | MF Comic Flapper | KADOKAWA | ISBN 978-4040694689 | 2018年12月13日 | 台灣角川 | ISBN 9789575646431 |
| 3    | 2018年5月23日  | MF Comic Flapper | KADOKAWA | ISBN 978-4040698762 |                |          |                    |
| 4    | 2018年11月21日 | MF Comic Flapper | KADOKAWA | ISBN 978-4040653464 |                |          |                    |
| 5    | 2019年6月22日  | MF Comic Flapper | KADOKAWA | ISBN 978-4040657738 |                |          |                    |

- 《少女與戰車 樅樹與鐵羽的魔女》

以動畫中從未出場的伯爵高中為主視角，講述和桑達斯大學附屬高中的練習賽，了解伯爵高中2年級的（小檜山野咲）如何面臨第一場比賽的外傳故事。
| 卷數 | 日本發售日    | 系列             | 日本出版 | 日版ISBN            |
| ---- | ------------- | ---------------- | -------- | ------------------- |
| 1    | 2020年2月21日 | MF Comic Flapper | KADOKAWA | ISBN 978-4040654263 |

- 《少女與戰車 四格漫畫 Panzer Vor！》

在『超!アニメディア』和『Megami MAGAZINE』上連載的官方四格漫畫。
| 卷數 | 日本發售日    | 系列                            | 日本出版  | 日版ISBN            |
| ---- | ------------- | ------------------------------- | --------- | ------------------- |
| 1    | 2018年9月28日 | 超!アニメディア Megami MAGAZINE | 學研M文庫 | ISBN 978-4056071368 |

- 《少女與戰車 四格漫畫合輯》

由畫過其他外傳漫畫作者們，合作推出四格漫畫合輯。
| 卷數 | 日本發售日     | 系列            | 日本出版 | 日版ISBN            |
| ---- | -------------- | --------------- | -------- | ------------------- |
| 1    | 2015年11月21日 | 月刊Comic Alive | KADOKAWA | ISBN 978-4040678450 |

- 《少女與戰車 劇場版Variante》

基於劇場版改編的官方同名漫畫，也替主角以外的其他登場角色增加不少篇幅刻畫。
| 卷數 | 日本發售日     | 系列             | 日本出版 | 日版ISBN            |
| ---- | -------------- | ---------------- | -------- | ------------------- |
| 1    | 2017年1月23日  | MF Comic Flapper | KADOKAWA | ISBN 978-4040688251 |
| 2    | 2017年8月23日  | MF Comic Flapper | KADOKAWA | ISBN 978-4040693774 |
| 3    | 2018年3月23日  | MF Comic Flapper | KADOKAWA | ISBN 978-4040696959 |
| 4    | 2019年1月23日  | MF Comic Flapper | KADOKAWA | ISBN 978-4040652030 |
| 5    | 2019年11月21日 | MF Comic Flapper | KADOKAWA | ISBN 978-4040640716 |
| 6    | 2020年10月23日 | MF Comic Flapper | KADOKAWA | ISBN 978-4040647692 |
| 7    | 2021年10月21日 | MF Comic Flapper | KADOKAWA | ISBN 978-4046807229 |

- 《少女與戰車 真理戰記》

以真理高中（喀秋莎）和（諾娜）為主角，講述從兩人相遇到贏得當時草菅人命的第62屆全國戰車道大賽之間的外傳故事。
| 卷數 | 日本發售日     | 系列             | 日本出版 | 日版ISBN            |
| ---- | -------------- | ---------------- | -------- | ------------------- |
| 1    | 2019年1月23日  | MF Comic Flapper | KADOKAWA | ISBN 978-4040652733 |
| 2    | 2019年8月23日  | MF Comic Flapper | KADOKAWA | ISBN 978-4040658896 |
| 3    | 2020年4月23日  | MF Comic Flapper | KADOKAWA | ISBN 978-4040643366 |
| 4    | 2021年2月20日  | MF Comic Flapper | KADOKAWA | ISBN 978-4046800503 |
| 5    | 2021年12月22日 | MF Comic Flapper | KADOKAWA | ISBN 978-4046806659 |

- 《少女與戰車 最終章 繼續高中肚子餓食事道》

講述繼續高中的（米卡）、（阿琪）、（美高），前往其他學校品嚐其拿手菜和當地特產的外傳故事。
| 卷數 | 日本發售日    | 系列       | 日本出版 | 日版ISBN            |
| ---- | ------------- | ---------- | -------- | ------------------- |
| 1    | 2019年6月10日 | 電擊Comics | KADOKAWA | ISBN 978-4049124972 |
| 2    | 2020年6月27日 | 電擊Comics | KADOKAWA | ISBN 978-4049131758 |

- 《少女與戰車 前進吧！安齊奧高中》

講述與大學選拔隊的比賽後，（安丘比）、（卡爾帕喬）、（佩帕羅妮）從比賽凱旋歸來，並以改革安齊奧高中為首要目標的外傳故事。
| 卷數 | 日本發售日    | 系列       | 日本出版 | 日版ISBN            |
| ---- | ------------- | ---------- | -------- | ------------------- |
| 1    | 2019年9月27日 | 電擊Comics | KADOKAWA | ISBN 978-4049126570 |
| 2    | 2020年4月27日 | 電擊Comics | KADOKAWA | ISBN 978-4049131482 |
| 3    | 2021年6月25日 | 電擊Comics | KADOKAWA | ISBN 978-4049137026 |

- 《少女與戰車 日常四格漫畫》

以少女們的日常為主，官方四格漫畫，除了原先4卷另外還有兩個番外篇。
| 卷數 | 日本發售日     | 系列            | 日本出版 | 日版ISBN            |
| ---- | -------------- | --------------- | -------- | ------------------- |
| 1    | 2017年3月23日  | 月刊Comic Alive | KADOKAWA | ISBN 978-4040690285 |
| 2    | 2017年10月23日 | 月刊Comic Alive | KADOKAWA | ISBN 978-4040694320 |
| 3    | 2018年2月23日  | 月刊Comic Alive | KADOKAWA | ISBN 978-4040697017 |
| 4    | 2018年3月23日  | 月刊Comic Alive | KADOKAWA | ISBN 978-4040697796 |
| 5    | 2019年2月23日  | 月刊Comic Alive | KADOKAWA | ISBN 978-4040655246 |
| 6    | 2019年2月23日  | 月刊Comic Alive | KADOKAWA | ISBN 978-4040655253 |

- 《少女與戰車 漫畫合輯》

由畫過其他外傳漫畫作者們，合作推出漫畫合輯。
| 卷數 | 日本發售日     | 系列             | 日本出版 | 日版ISBN            |
| ---- | -------------- | ---------------- | -------- | ------------------- |
| 1    | 2013年10月23日 | MF Comic Flapper | KADOKAWA | ISBN 978-4040682624 |
| 2    | 2014年11月22日 | MF Comic Flapper | KADOKAWA | ISBN 978-4040668826 |

- 《少女與戰車 劇場版 心心相印的戰車合輯》

由畫過其他外傳漫畫作者們，合作推出劇場版漫畫合輯。
| 卷數 | 日本發售日    | 系列            | 日本出版 | 日版ISBN            |
| ---- | ------------- | --------------- | -------- | ------------------- |
| 1    | 2016年5月23日 | 月刊Comic Alive | KADOKAWA | ISBN 978-4040682853 |
| 2    | 2017年3月23日 | 月刊Comic Alive | KADOKAWA | ISBN 978-4040685625 |

- 《少女與戰車 最終章 心心相印的戰車合輯》

由畫過其他外傳漫畫作者們，合作推出最終章漫畫合輯。
| 卷數 | 日本發售日    | 系列            | 日本出版 | 日版ISBN            |
| ---- | ------------- | --------------- | -------- | ------------------- |
| 1    | 2018年3月23日 | 月刊Comic Alive | KADOKAWA | ISBN 978-4040696874 |

- 《少女與戰車 漫畫合輯 side》

介紹其他學校的漫畫合輯，包括TV版和劇場版和最終章所有主要登場學校
| 卷數 | 日本發售日     | 系列                  | 日本出版 | 日版ISBN            |
| ---- | -------------- | --------------------- | -------- | ------------------- |
| 1    | 2014年11月5日  | DNAメディアコミックス | 一迅社   | ISBN 978-4758008259 |
| 2    | 2015年1月24日  | DNAメディアコミックス | 一迅社   | ISBN 978-4758008426 |
| 3    | 2015年5月14日  | DNAメディアコミックス | 一迅社   | ISBN 978-4758008501 |
| 4    | 2015年8月31日  | DNAメディアコミックス | 一迅社   | ISBN 978-4758008624 |
| 5    | 2015年12月25日 | DNAメディアコミックス | 一迅社   | ISBN 978-4758008761 |
| 6    | 2016年5月6日   | DNAメディアコミックス | 一迅社   | ISBN 978-4758008969 |
| 7    | 2016年8月2日   | DNAメディアコミックス | 一迅社   | ISBN 978-4758009034 |
| 8    | 2017年2月18日  | DNAメディアコミックス | 一迅社   | ISBN 978-4758009300 |
| 9    | 2020年1月31日  | DNAメディアコミックス | 一迅社   | ISBN 978-4758020831 |

- 《少女與戰車《戰車世界》入門》

《戰車世界》與《少女與戰車》合作推出的新手教學漫畫，講述大洗女子學園的鮟鱇魚隊以《戰車世界》作為訓練道具的外傳故事。
- 《少女與戰車《戰車世界: 閃擊戰》入門》

《戰車世界: 閃擊戰》與《少女與戰車》合作推出的新手教學漫畫，講述大洗女子學園的兔子隊以《戰車世界: 閃擊戰》作為訓練道具的外傳故事。
- 《劇畫少女與戰車》由小林源文編繪，採用較逼真的畫風和以打破第四面牆的方式敘述。

### 小說
目前已知官方小說有三個:少女與戰車、少女與戰車 劇場版和聖葛羅莉安娜女子學院的戰鬥軌跡，其中聖葛羅莉安娜女子學院的戰鬥軌跡最為特別沒有發行自己的單行本，僅能在官方推出的月刊戰車道閱讀。
- 《少女與戰車》

以（武部沙織）視角下衍生的小說，內容包括本篇主要內容和全國比賽上其他學校的比賽結果等等，但內容與TV版和其衍生作品嚴重衝突。
| 卷數 | 日本發售日     | 標題        | 系列    | 日本出版 | 日版ISBN            | 台灣出版日     | 台灣代理   | 台版ISBN           |
| ---- | -------------- | ----------- | ------- | -------- | ------------------- | -------------- | ---------- | ------------------ |
| 1    | 2012年11月21日 | 少女與戰車1 | MF文庫J | KADOKAWA | ISBN 978-4040683980 | 2013年8月16日  | 青文出版社 | ISBN 9789863107262 |
| 2    | 2013年2月25日  | 少女與戰車2 | MF文庫J | KADOKAWA | ISBN 978-4040683997 | 2014年2月25日  | 青文出版社 | ISBN 9789863107279 |
| 3    | 2013年6月25日  | 少女與戰車3 | MF文庫J | KADOKAWA | ISBN 978-4040683805 | 2014年11月13日 | 青文出版社 | ISBN 9789863561729 |

- 《少女與戰車 劇場版》

以其他小隊的視角下衍生的小說，內容主要是以其他人視角來看劇場版主要內容以及說明大洗女子學園被強制廢校的理由、選擇知波單學園作為友誼賽隊友的緣由，還有一些劇場版未說到事情，
另外短篇劇場版前傳小說「颱風戰車」，作為預售特典並隨著劇場版預售票一起發行，以（西住美穗）視角講述本篇和劇場版之間的外傳故事。
| 卷數 | 日本發售日     | 標題                          | 系列    | 日本出版           | 日版ISBN            |
| ---- | -------------- | ----------------------------- | ------- | ------------------ | ------------------- |
| 0    | 2015年10月10日 | 少女與戰車 劇場版「颱風戰車」 |         | 博報堂DY音樂與電影 |                     |
| 1    | 2016年11月25日 | 少女與戰車 劇場版（上）       | MF文庫J | KADOKAWA           | ISBN 978-4040687223 |
| 2    | 2017年2月25日  | 少女與戰車 劇場版（下）       | MF文庫J | KADOKAWA           | ISBN 978-4040687810 |

- 《少女與戰車 聖葛羅莉安娜女子學院的戰鬥軌跡》

以（大吉嶺）視角下衍生的小說，講述聖葛羅莉安娜女子學院從跟大洗女子學園友誼賽到準決賽敗給黑森峰女子學園之間的外傳故事，並在官方推出月刊戰車道上連載。

### 票券
少女與戰車 記念乘車券
由鹿島臨海鐵道和動畫聯合企劃的車票，於2012年10月13日開始發售。
少女與戰車 應援回數券
茨城交通與節目連動的限量版企劃回數券，於2012年11月18日開始發售。
少女與戰車 新宿Wald 9開業15 週年 最終章 第 4 話預售票
新宿Wald 9與製作組合作推出的限定預售票，紀念新宿Wald 9開業 15 週年 ，並作為第1話~第3話入場特典，僅能在新宿Wald 9使用。

## 电子游戏

### 跨界合作
《少女與戰車》與2010年戰遊網公司推出的3D隊制大型多人線上遊戲－《戰車世界》有合作。在2014年台北國際電玩展時便邀請淵上舞（西住美穗的聲優）與中上育實（秋山優花里的聲優）兩位在戰遊網攤位出場。官方網站也正式供應相關介紹漫畫與海報下載。3月28日開放由原聲優重新錄製的《少女與戰車》官方語音包第一彈「西住美穗」免費供應下載。
《少女與戰車》也長期與《戰車世界：閃擊戰》合作在遊戲中推出《少女與戰車》中登場的坦克，如：Pz.IV Ankou SP...等 作為活動收藏坦克或課金坦克

### 獨立遊戲
| 日文標題 | 中文標題                        | 平台             | 遊戲類型       | 發售日期        | 備註                       |
| -------- | ------------------------------- | ---------------- | -------------- | --------------- | -------------------------- |
|          | 少女與戰車                      | Mobage GREE mixi | 社交網路遊戲   | 2012年 12月6日  | 皆已停服                   |
|          | 少女與戰車 究極戰車道!          | PlayStation Vita | 動作遊戲       | 2014年 6月26日  |                            |
|          | 少女與戰車 戰車道大作戰!        | Android iOS      | 回合制策略遊戲 | 2015年 11月10日 | 2018年 11月30日 台服已停服 |
|          | 少女與戰車 戰車夢幻大會戰       | PlayStation 4    | 動作遊戲       | 2018年 2月22日  | 可購買DLC 升級成DX版       |
|          | 少女與戰車 戰車夢幻大會戰DX     | Nintendo Switch  | 動作遊戲       | 2019年 2月21日  | 追加新的內容               |
|          | 少女與戰車 集合! 大家的戰車道!! | Android iOS      | 回合制策略遊戲 | 2018年 8月3日   | 2019年 11月27日 皆已停服   |

## 社會影響
本作排名NHK日本動畫100評選的「最佳動畫100」第22名（電視動畫）、第49名（劇場版）。
《中国国防报》2013年1月22日一篇《动画“马甲”包藏着军国主义祸心》文章批評《少女與戰車》「包藏着軍國主義禍心」。

## 外部連結
- 官方網站（页面存档备份，存于）（日語）
- 最終章官方網站（页面存档备份，存于）（日語）
- 官方博客（页面存档备份，存于）（日語）
- 少女与战车的X（前Twitter）（日語）
- 鹿島臨海鐵道（页面存档备份，存于）（日語）
- 茨城交通（页面存档备份，存于）（日語）
- のりもの倶楽部（日語）
- プラッツ（页面存档备份，存于）（日語）
- ファインモールド（页面存档备份，存于）（日語）